# 小行星5171
小行星5171（5171 Augustesen）是一颗绕太阳运转的小行星，为主小行星带小行星。该小行星于1987年9月25日发现。
該小行星以丹麥天文學家卡爾·奧古斯特森命名。

## 轨道参数
小行星5171的轨道半长轴为2.4247813 UA，离心率为0.132。